# Enicospilus waimeae
Enicospilus waimeae là một loài tò vò trong họ Ichneumonidae.